# Арцемберский
Арцемберский (пол. Arcemberski, Hertzberg) — польский дворянский герб.

## Происхождение
Герб появился в Польше в 1630 году, благодаря Яну Герцбергу из Поморья, который получил польское подданство и сменил свою фамилию на Арцемберский.

## Описание
В щите, разделенном горизонтально надвое, в поле верхнем серебряном олень цвета неизвестного, в нижнем поле шаховница красно-синяя.

## Носители
Арцемберские (Arcemberski), Герцберги (Hertzberg), Арцюхи.